# Світле (Кам'янська селищна громада)
Сві́тле — село в Україні, у Кам'янській селищній громаді Пологівського району Запорізької області. Населення становить 3 осіб. До 2020 орган місцевого самоврядування — Смілівська сільська рада.

## Географія
Село Світле знаходиться на одному з витоків річки Янчул, на відстані 1,5 км від села Сміле.

## Історія
7 (20) листопада 1917 року, відповідно до Третього Універсалу Української Центральної Ради, увійшло до складу Української Народної Республіки.
12 червня 2020 року, відповідно до розпорядження Кабінету Міністрів України № 713-р «Про визначення адміністративних центрів та затвердження територій територіальних громад Запорізької області», увійшло до складу Більмацької селищної громади.
19 липня 2020 року, в результаті адміністративно-територіальної реформи та ліквідації  Більмацького району увійшло до складу Пологівського району.